# Amour Censure
Amour Censure est une chanson de Hoshi sortie en 2019.
C'est le premier single extrait de son album Sommeil levant.

## Description
Amour censure est une chanson manifeste. C'est un appel à la tolérance et à la sincérité des sentiments amoureux.
Hoshi, qui a été victime d'agression homophobe, a écrit cette chanson en réaction à une certaine libération de la parole homophobe, notamment après la « manif pour tous ». La manifestation du 6 octobre 2019 contre la PMA  (très présente dans son clip) a été l'élément déclencheur de la chanson,.
L'auteure y exprime son ressenti d'être prise en étau « entre deux pierres » : la pression sociale et les attentes familiales, ces conventions sociales qui l'empêchaient d'exprimer ses sentiments et poussent tant de gens à « se mentir à s'arracher les dents ». 
La chanson décrit les souffrances ressenties, le poids de la rumeur, la violence de certains propos : « les mots sont tranchants ».
La chanson aborde aussi cette vieille tendance à considérer l’homosexualité comme une maladie : « On souffre sans être souffrant ».
Mais Hoshi finit sur une note positive, s'affichant renforcée par ces épreuves et se projetant dans l'homoparentalité.
Hoshi a interprété la chanson aux Victoires de la musique 2020.

## Classements hebdomadaires
| Classement (2020)                       | Meilleure position |
| --------------------------------------- | ------------------ |
| Belgique (Wallonie Ultratop 50 Singles) | 6                  |
| France (SNEP Ventes)                    | 15                 |